# Заминдар (газета)
Заминдар — индийская мусульманская газета на языке урду.
Основателем и главным редактором этой газеты был маулави Сираджуддин Ахмад. Следующим редактором стал его сын Зафар Али Хан, поэт, интеллектуал, писатель, национальный мусульманин и сторонник Всеиндийского движения для создания Пакистана. Газета была рупором индийских мусульман, мусульманских националистов и Пакистанского движения в 1920 — 40-х годах. Это была наиболее популярная газета мусульман Индии, и сыграла ключевую роль в разработке журналистских традиций Пакистана и в языке урду. Зафар Али Хан назван «Баба-е-сахафат» (Отец журнализма) в Пакистане. Главный центр этой газеты находился в Лахоре.